# Victor Gusleacov
Victor Gusleacov (n. 25 octombrie 1949) este un general din Republica Moldova. A deținut funcția de comisar al secției orășenești de poliție din Bender în anii 1991-1992. A fost avansat de către președintele Mircea Snegur în gradul de general-maior.